# Branding sonoro
El Branding Auditivo (también conocido como: Audio Branding, Sound Branding, Sonic Branding, Acoustic Branding, Music Branding, sonido corporativo, identidad corporativa sonora o identidad sonora de marca) se define como el uso estratégico y consistente del sonido para aumentar la equidad o valor de las marcas.
Las marcas auditivas se realizan, ya que ciertos sonidos son relacionados con algunas funciones importantes en la vida. Comercialmente se han producido y empleado estratégicamente elementos de sonido desde inicios del siglo XX. Estos procesos de gestión de marca construyen características para identificar, reconocer, diferenciar, recordar y vincular. Los sonidos complementan en mercadotecnia la identidad corporativa de la compañía, la cual durante un largo tiempo fue principalmente separada visualmente. Longitud, secciones de voz y posicionado de sonidos en el primer plano o en el fondo de medios publicitarios son frecuentes criterios de decisión en los elementos acústicos de marca. 
Los más habituales son el Audio Logo, el Sonido de espera telefónica, la voz de marca, la canción de marca y el paisaje sonoro.

## Término y definición
Para el amplio proceso del branding sonoro ni en la práctica ni en la literatura se usa una denominación (internacionalmente) unificada. El desarrollo de marcas y elementos de marcas se lo denomina en general con el anglicismo Branding. La característica acústica de elementos de marcas se expresa con atributos como audio, sound, sonic, music o acoustic. 

## Historia
Los principios de las marcas sonoras se remontan lejos en el pasado: Desde hace ca. 4000 años las campanas (de Iglesias) caracterizan el paisaje acústico de ciudades y regiones, gracias a ser fácil de reconocer. A diferentes alturas de tono y melodías del sonar de las campanas se les adjudicaban diferentes funciones, como alarma de incendio, llamado a misa o indicación del horario. Las fanfarrias también se pueden ver como primeras aplicaciones. Se utilizaban en la caza, servían para anunciar la llegada de reyes y todavía son utilizadas por pueblos ‘’primitivos’’.

La utilización comercial de marcas sonoras empezó a principios del siglo XX con la utilización de piezas musicales para fines publicitarios en el año 1905 en la, en esa época aspirante, industria automotriz. La
canción ‘’In My Merry Oldsmobile’’ de la Oldsmobile Motor Company se convirtió en la base de la publicidad de la empresa. En 1920 Erik Satie inventó la así llamada música sin desarrollo.  Luego, en la era de la radio, empezó el rápido crecimiento de los spots publicitarios de radio. Desde 1934 existe la empresa Muzak, que tuvo éxito con la música funcional. 

El Branding acústico en cuanto a su uso comercial y su investigación científica se puede ver como una disciplina joven, en la cual no ha aparecido una práctica unificada. De todos modos se establece cada vez más en el mercado y es utilizada por un creciente número de empresas.

## Elementos del sonido de marca

### Audio Logo
También denominado como logo de sonido, logo acústico o sound logo, es el símbolo sonoro de la marca y debe ser corto, conciso, fácil de recordar, y puede ser instrumental, cantado o hablado.

### Sonido de espera telefónica
Es una canción específicamente compuesta para usarla en las llamadas en espera de los clientes, debe conservar la identidad sonora de la marca, la voz de marca y el Audio Logo

### Voz de marca
También denominada como voz corporativa, es una voz de una persona determinada que se usa de forma consistente durante un periodo de tiempo largo para la comunicación oral de la marca. Debe tener características que estén alineadas con la identidad de la marca.

### Canción de marca
También denominada como canción corporativa. Debe componerse o adaptarse de acuerdo a los atributos de la estrategia de marca.

### Paisaje sonorode marca
También conocido como "Brand Soundscape" es una pieza de sonido compuesta para usarla en futuros entornos y eventos como fondo sonoro para presentaciones, showrooms, puntos de venta, vídeos, aplicaciones móviles, internet, etc.

## Sonic Branding en Latinoamerica
Marcas como MODO, Powerade y Mercado Libre realizan acciones de Sonic Branding desde principios 2020 en Latinoamérica, abarcando países como Argentina, Brasil, Colombia, Chile, Paraguay, Colombia y Uruguay. Productoras como Papamusic y Zanna, son los principales exponentes del Sonic Branding en Latinoamérica, una disciplina incipiente en el cono sur con expectativas de crecimiento sostenido durante los próximos 10 años, dada la popularidad de los servicios de streaming como Spotify, YouTube Premium y diferentes Podcasts, donde es fundamental generar identidades sonoras.